# Deparia kanghsienensis
Deparia kanghsienensis är en majbräkenväxtart som först beskrevs av Ren-Chang Ching och Ying Peng Hsu och som fick sitt nu gällande namn av Z.R.He.
Deparia kanghsienensis ingår i släktet Deparia och familjen Athyriaceae. Inga underarter finns listade i Catalogue of Life.